# 山形市立第八中学校
山形市立第八中学校（やまがたしりつ だいはちちゅうがっこう、Yamagata Civic 8th Junior High School）は、山形県山形市にある公立中学校。略称は「山八中」（やまはっちゅう）、山形市内では「八中」とも呼ばれている。

## 概要
山形市最西部が学区。学区内には自然が多い。また、2000年（平成12年）に男子バレーボール部が全国中学校体育大会で全国優勝を果たすなど、部活動も盛んである。

## 沿革
- 1972年（昭和47年） - 山形市立西山形中学校、山形市立村木沢中学校、山形市立大曽根中学校が統合し、山形市立第八中学校として開校

## 学区
- 西山形小学校、村木沢小学校、大曽根小学校学区[2]

## 活動
- 2004年（平成16年）度1年生が四方山会に花笠を教えてもらい夏の山形花笠まつりに参加した。2004年度の1年生が3年生になった2006年度には、初めて全校生徒で山形花笠まつりに参加した。その後、全校生徒で毎年参加している。

## 所在地
- 〒990-2371
山形県山形市大字村木沢1620番地2号